# 天爐座δ
天爐座δ，又名CD-32 1430，HD 23227、SAO 194467、HR 1134，是天爐座的一颗恒星，视星等为5，位于銀經230.88，銀緯-52.77，其B1900.0坐标为赤經3h 38m 16.2s，赤緯-32° -52.77′ 28″。